# Paraploactis kagoshimensis
Paraploactis kagoshimensis är en fiskart som först beskrevs av Ishikawa, 1904.  Paraploactis kagoshimensis ingår i släktet Paraploactis och familjen Aploactinidae. Inga underarter finns listade i Catalogue of Life.